# ساهر الليل 2: زينة الحياة (مسلسل)
ساهر الليل 2: زينة الحياة، مسلسل تلفزيوني كويتي أنتج وعرض بعام 2011، كتبه فهد العليوه
 وأخرجه محمد دحام الشمري. وهو يعتبر بمثابه الجزء الثاني من مسلسل ساهر الليل الذي عرض بعام 2010 لكن بقصة أخرى وأشخاص آخرين.

## قصة المسلسل
تدور أحداث العمل في الكويت بعام 1986 وما تلاها وهي التي تتسم بطغيان الجانب المادي على الحياة وزيادة حرص الناس على المظاهر وذلك من خلال أربع أسر هي أسرة «عبد الله» وزوجته «بدرية» وأبنائهم «حسين» و«ليلى» المتزوجه من ابن خالتها «فهد» و«علي» و«رشا»، والأسرة الثانية هي أسرة «سعود» شقيق «عبد الله» وابنه زوجته «مها»، والأسرة الثالثة هي أسرة «إبراهيم» المتزوج من «غنيمة» شقيقة «بدرية» زوجة «عبد الله» وأبناهم «فهد» زوج «ليلى» و«ريم»، والأسرة الرابعة هي أسرة «لطيفة» جارة بيت «عبد الله» وابنها الوحيد «باسل». وتنتمي أسرتي «سعود» و«إبراهيم» إلى الطبقة الغنية، بينما أسرة «عبد الله» و«لطيفة» إلى الطبقة المتوسطة أو الأقل من المتوسطة، وهذا ما يجعل «سعود» و«إبراهيم» بمعاملة «عبد الله» بجفاف وعنف وعدم احترام خصوصًا إن «سعود» على خلاف مع أخيه «عبد الله» بسبب قيامه بتحريض والديه عليه عند زواجه من امرأة تكبره بالعمر طمعًا في مالها. وتمر الأيام ويتوفى «سعود» فيرثه أخيه «عبد الله» وذلك لأنه ليس لديه أبناء وإن زوجته قبل وفاتها قامت بكتابه جميع ممتلكاتها له وتخرج «مها» ابنه زوجته من حسبة الميراث لأنها ليست ابنته، فتنتقل بذلك أسرة «عبد الله» إلى طبقة أعلى. بالإضافة إلى هذه الأحداث وكما الجزء الأول من العمل يتناول العمل عدد من قصص الحب، حيث «باسل» يحب ابنه الجيران «رشا»، بينما يحب «حسين» «ريم» ابنه خالته «غنيمة»، وتحب «مها» «علي» ابن «عبد الله».

## الفنانون المشاركون بالعمل
- جاسم النبهان .. في دور عبد الله.
- حسين المنصور .. في دور إبراهيم.
- عبد الرحمن العقل .. في دور سعود.
- باسمة حمادة .. في دور بدرية.
- زهرة الخرجي .. في دور غنيمة.
- لطيفة المجرن .. في دور لطيفة.
- محمود بوشهري .. في دور حسين.
- عبد الله التركماني .. في دور فهد.
- مرام .. في دور ليلى.
- هيا عبد السلام .. في دور رشا.
- عبد الله بوشهري .. في دور باسل.
- صمود .. في دور مها.
- فؤاد علي .. في دور علي.
- ليلى عبد الله .. في دور ريم.
- سماح غندور .. في دور ميرا.
- عيسى الحمر .. في دور بدر.
- غزلان .. في دور داليا.